# The Misfits
A The Misfits (jelentése: kívülállók) egy népszerű és kultikus amerikai horror punk együttes. Legismertebb számaik a „Dig Up Her Bones”, a „Helena” és a „Saturday Night”.

## Története
A Misfits 1977-ben alakult meg a new jersey-i Lodiban. Nevüket Marilyn Monroe ugyanilyen című, utolsó, 1961-es filmjéről kapták. Glenn Danzig alapította a zenekart. Azzal szeretett volna kitűnni a punkzenekarok tömegéből, hogy az ő együttesének dalai nem a politikáról és a politikusokról szóljanak, hanem szörnyekről és horrorfilmekről. Meghívta Manny Martinez-t dobolni, nem sokkal később Jerry Caifa is csatlakozott a zenekarhoz. Ő a „Jerry Only” nevet vette fel, mert elírták a nevét a legelső kislemezük borítóján. Erre Jerry azt mondta, hogy „Jerry, only Jerry”. Így kapta ezt a nevet.
Ez a kislemez, mely a „Cough/Cool” címet kapta, 1977-ben jelent meg a Blank Records kiadónál. A Misfits először a legendás CBGB klubban lépett fel. 1977-be Frank Licata (Franché Coma) is csatlakozott a zenekarhoz. Ugyanebben az évben Danzig és Only kirúgta Manny Martinez-t, és Jim Catania-val helyettesítette, aki a Mr. Jim nevet kapta. A legendásnak számító Static Age lemezt 1978-ban rögzítették, de csak 1996-ban adták ki.
Az 1979-es „Horror Business” kislemezről vett figura lett a Misfits kabalája. Őt Crimson Ghost-nak nevezték el az együttes tagjai, és a zenekarhoz kapcsolódó tárgyakon megjelent a „Crimson Ghost” feje. A hetvenes-nyolcvanas években már koncerteztek is, többek között a The Damned előzenekaraként is szerepeltek. 
1980-ban megjelent a „Beware” című középlemez, amelyen Arthur Googy (Joseph McGuckin) dobolt. Ugyanebben az évben megjelent a „Kívülállók” első válogatáslemeze, 3 Hits from Hell címmel. A 80-as években találkoztak össze a Misfits-tagok a Black Flag tagjaival. Henry Rollins a The Misfits nagy rajongója volt, ezért nagy megtiszteltetés volt a Black Flag-nek, hogy összetalálkozhattak a horror-témájú együttes zenészeivel.
A zenekar legelső nagylemeze 1982-ben jelent meg, Walk Among Us címmel, a Ruby Records és a Slash Records kiadóknál. Ez a lemez után váltás következett a témákban: Danzig a ZS-kategóriás, olcsó és általában nagyon rossznak kikiáltott horrorfilmekről kezdett el énekelni. Szörnyeknek és egyéb horrorfilmből vett lényeknek kezdtek el beöltözni. Ezzel az imázzsal megteremtették a „horror punk” műfaját.
A Misfits második stúdióalbuma „Earth A.D./Wolfs Blood” címmel jelent meg, 1983-ban, a Plan 9 Records kiadónál. (Talán ez a cím ihlette a brazil Sepultura thrash metal zenekar énekesét, Max Cavalerát is, amikor a Chaos A.D. nevű klasszikus lemezüket adták ki.) Ebben az évben fel is oszlott az együttes, mert egy halloweeni koncerten a Misfits új dobosa (Brian Damage), aki egyben a Verbal Abuse dobosa is, részeg lett a show előtt és nem tudott játszani. Őt később letolták a színpadról és az együttes ép, maradék tagjai eljátszották a koncert utolsó részét. Ezek után Danzig bejelentette, hogy ez lesz az utolsó koncert és a Misfits feloszlott. 
A feloszlás után Danzig megalkotta a Samhain zenekart, amely hasonló imázzsal rendelkezik, csak heavy metalt és death rockot játszik. Ennek az együttesnek hullámzó fennállása volt, többször feloszlottak az évek során. 2014 volt az utolsó év a zenekar történetében. Az 1990-es években a tagok különböző helyeken dolgoztak, és élték az életüket, Jerry Only pedig megházasodott, és keresztény vallásra tért. A Metallica és a Guns N’ Roses is feldolgozta a Misfits dalait, ebben az időszakban.
1995-ben újból összeálltak a Kívülállók. Jerry Only be akarta vonni Dave Vaniant, a The Damned énekesét is a projektbe, de ő elutasította az ajánlatot, mivelhogy nem érdekelte a dolog. Új énekest vettek fel, a 19 éves Michael Emanuelt, aki a Michale Graves művésznevet kapta. Az év másik újonca David Calabrese volt, aki pedig a „Dr. Chud” nevet kapta. Ebben az évben a zenekar feltűnt az „Animal Room” című filmben is, cameo-szerepben. 1996-ban megjelent a zenekar első box set-je (díszdobozos kiadása), mely egy koporsó alakját vette fel. Ez a box-set a Static Age lemezt, illetve pár középlemezt tartalmazza. 2000-ben szerepelt egy magyar származású amerikai zenész, Téglás Zoltán is a zenekarban, igaz, ő csak kis ideig.
1997-ben jelent meg a negyedik nagylemez, „American Psycho” címmel. Ez volt az új felállás legelső albuma. A lemez a Geffen Records kiadónál jelent meg. 1999-ben Famous Monsters címmel a Misfits piacra dobta ötödik nagylemezét. A zenekar feltűnt még három egyéb filmben is: a „Big Money Hustlas”-ben is, a „Bruiser”-ben és a „Campfire Stories”-ban is.
A 2000-es években Jerry felfogadta a Black Flag gitárosát, Dez Cadenát is. Marky Ramone is ebben az évtizedben szállt be a csapatba. 2001-ben megjelent egy „Cuts from the Crypt” című válogatáslemez is, amely különlegességeket és ki nem adott demólemezeket tartalmaz. 2003-ban jelent meg az ötödik stúdióalbum, Project 1950 címmel, amely az 50-es és 60-as évek rockdalainak feldolgozásait tartalmazza. A Misfits ebben az időszakban is sokat koncertezett.
2009-ben tartotta meg a zenekar harmincadik jubileumát  ünneplő koncertsorozatot. Robo 2010-ben kilépett a Misfitsből, helyére Eric Arce került a Murphy’s Law hardcore punk együttesből. Arce a „Chupacabra” nevet kapta. 2011-ben jelent meg a Kívülállók hatodik nagylemeze, The Devil’s Rain címmel. Az album a Misfits Records kiadó gondozásában jelent meg. 2013-ban új koncertalbum jelent meg, Dead Alive! címmel. Ugyanebben az évben könyv készült a zenekar történetéről. A biográfiában a Samhain és a Danzig zenekarok története is szerepel. 2016-ban „The Original Misfits” néven Jerry Only, Glenn Danzig és Doyle Wolfgang van Frankenstein néven elkezdett koncertezni. Így az együttes egészen a mai napig működik.

## Tagok
- Jerry Only – basszusgitár, vokál (1977–1983, 1995–), ének (2001–2016)
- Glenn Danzig – ének (1977–1983, 2016–)
- Doyle Wolfgang von Frankenstein – gitár (1980–1983, 1995–2001, 2016–)
- Dave Lombardo – dob (2016–)
- Acey Slade – ritmusgitár, vokál (2016-)

## Diszkográfia

### Stúdióalbumok
- Walk Among Us (1982)
- Earth A.D./Wolfs Blood (1983)
- Static Age (1996)
- American Psycho (1997)
- Famous Monsters (1999)
- Project 1950 (2003)
- The Devil’s Rain (2011)

Az együttes híres a bandatagok furcsa, horrorisztikus művészneveiről és a különféle horrorfilmbe való hangokról és albumcímekről.